# Schloss Mentlberg

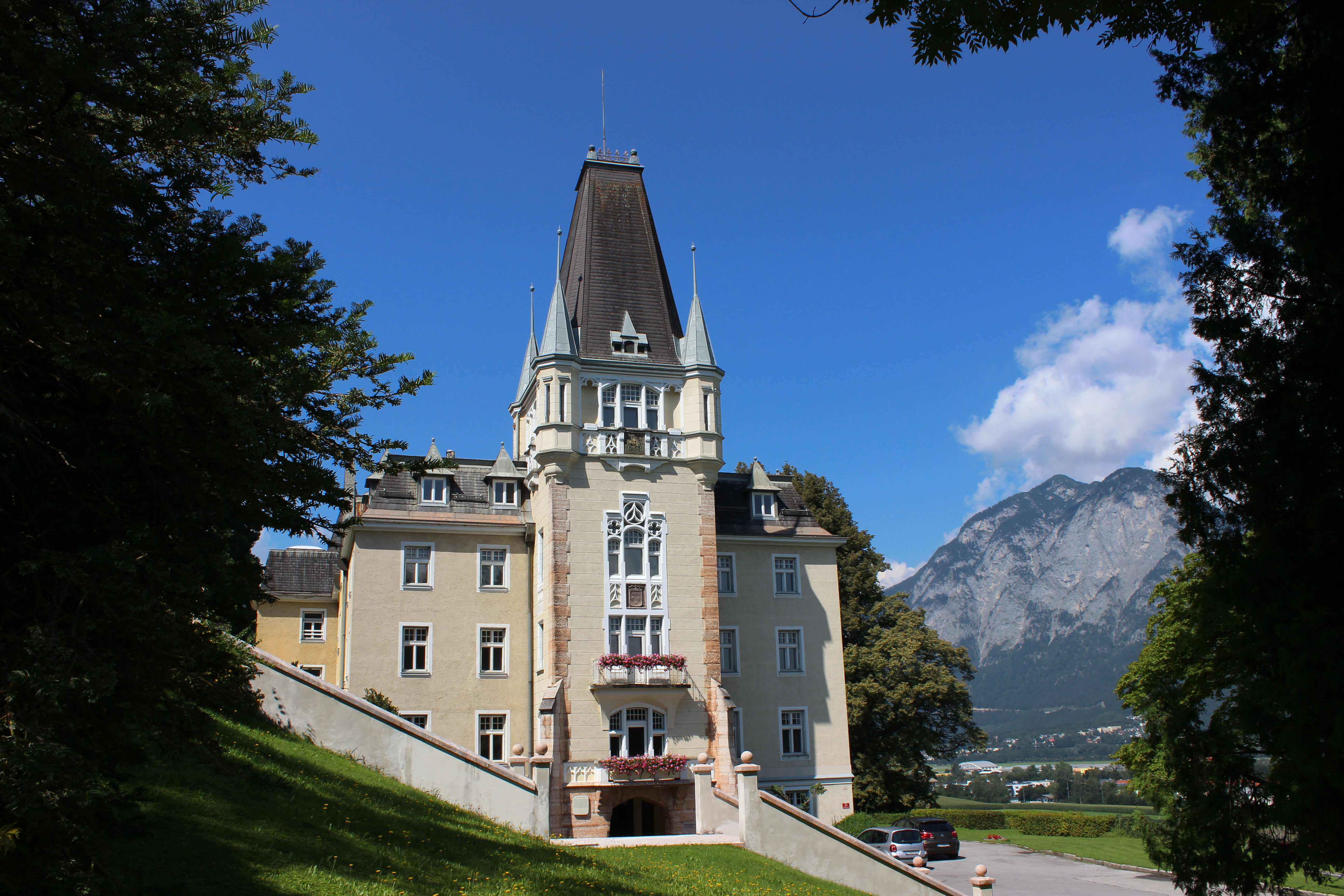
Schloss Mentlberg

Das Schloss Mentlberg befindet sich im Stadtteil Sieglanger-Mentlberg der Stadt Innsbruck in Tirol.

## Geschichte des Schlosses
Die erste Erwähnung des Schlosses stammt aus dem Jahr 1303. Damals wird dort ein Meierhof (curia) des Klosters Wilten genannt. Im 15. Jahrhundert wurde daraus der Bauernhof Galwis (Galweins, Gallwiese), daneben wurde ein Turm für Kreidfeuer gebaut; der diente zuerst dem Waldhüter als Wohnung und später dem Abt von Wilten zur Sommerfrische. Heinrich III. Mentlberger, kaiserlicher Rat, Stadtrichter und Bürgermeister von Innsbruck, kaufte 1485 das Anwesen. Von Kaiser Maximilian I. wurde er geadelt und der Ansitz auf der Gallwiese zum Edelhof erhoben.
Weitere Besitzer des Anwesens waren die Zott von Berneck, die Heidenreich von Biedeneck, Ferdinand von Khuepach (1629), die Familie Tröstl, das Stift Wilten (1661–1807) und ab 1861 Gräfin Therese Spaur. 1884 eröffneten neue Eigentümer, die Geschwister Anna und Leopold Lindner, auf Schloss Mentlberg eine moderne Hotelpension. 1890 erwarb Ferdinand d’Orléans, duc d’Alençon, das Anwesen; seine Gemahlin Sophie Charlotte war eine geborene Herzogin in Bayern und die jüngste Schwester von Kaiserin Elisabeth von Österreich. Als begeisterter Jäger hielt er sich gerne in Tirol auf. 1905 ließ er den Ansitz von Josef Retter im Stil der Loireschlösser umbauen. 1910 erbte sein Sohn Emmanuel d’Orléans, duc de Vendôme das Schloss und wohnte bis 1914 hier. Im Ersten Weltkrieg wurde das Schloss als Feindbesitz von der österreichischen Militärverwaltung beschlagnahmt und ein Lazarett für lungenkranke Soldaten eingerichtet. Danach wurde das Schloss abwechselnd als Lehrlingsheim, Gastwirtschaft und Kaserne verwendet. Im Zweiten Weltkrieg – besser: in der Zeit des Nationalsozialismus – war hier der Reichsarbeitsdienst untergebracht. Danach zog die französische Besatzungsmacht in das Gebäude ein. Ab 1948 wurde das Schloss wieder zu einem Schüler- und Lehrlingsheim.

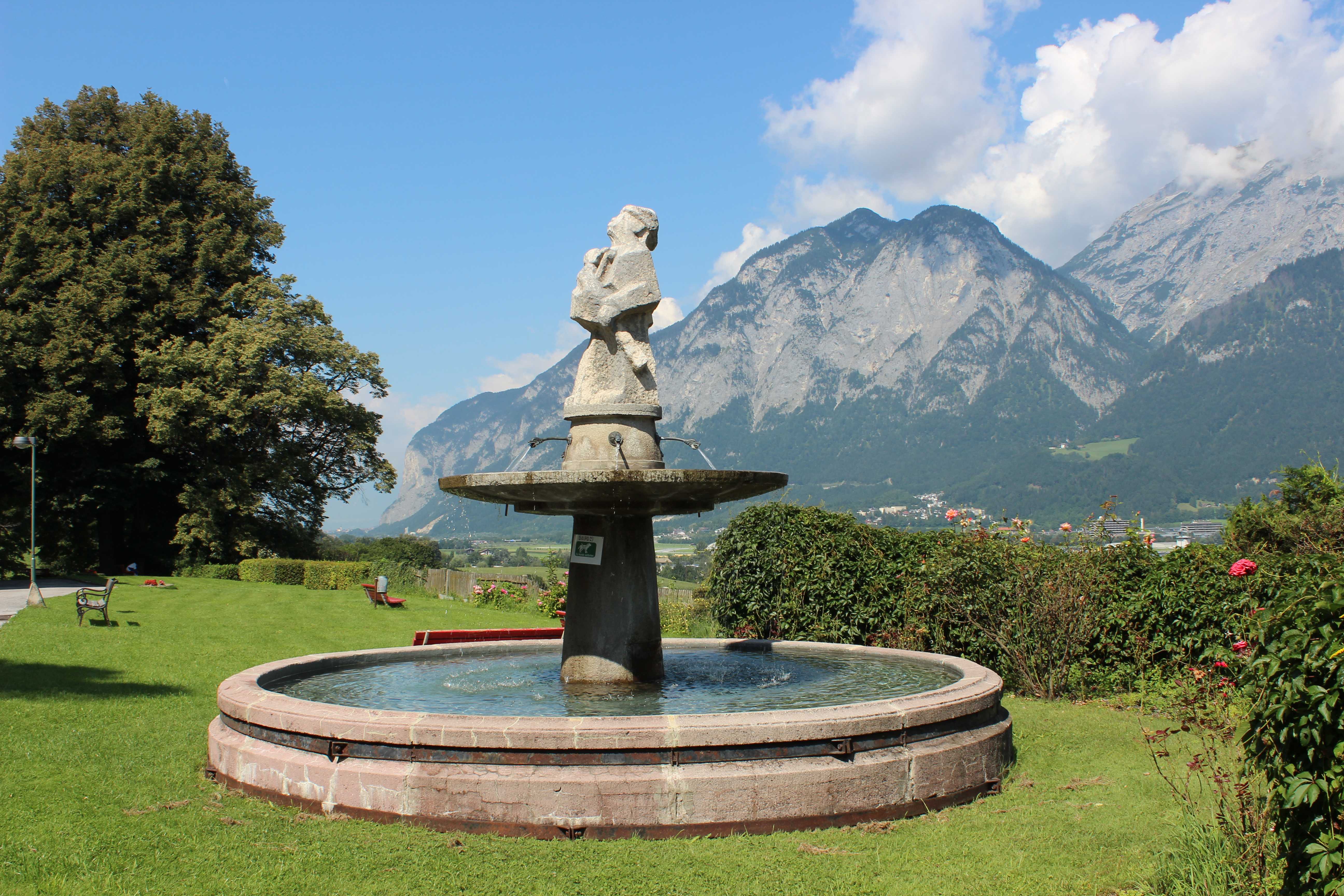
Brunnen von Schloss Mentlberg

## Schloss Mentlberg heute
Das Hauptgebäude hat drei Geschoße. Es besitzt ein Steintor, Altane, Balustraden und einen Eingangsturm mit einem großen Pyramidendach und zeltdachgedeckten Eckerkern. An der Turmfassade sind eine Uhr und das Wappen des Bauherrn angebracht. Die Westfront wird von zwei niedrigeren, gotisierenden Ecktürmen begrenzt. Von der einst prächtigen Innenausstattung ist nur mehr ein getäfelter Raum im Erdgeschoß erhalten.
Die erste Kapelle auf dem Mentlberg wurde 1622 an der Stelle des abgerissenen Kraidturms errichtet. Im Dreißigjährigen Krieg hatte der kaiserliche Offizier Christoph II. von Khuenpach aus Holzheim eine geschnitzte Pietà mitgebracht und sie in der Mentlberger Kapelle aufgestellt. Bald entwickelte sich eine Wallfahrt zu dieser Schmerzhaftem Mutter auf der Gallwiese, die vom Kloster Wilten betreut wurde. Die heute neben dem Schloss liegende Kapelle wurde 1770 im Rokokostil von Michael Umhauser nach Entwürfen von Konstantin Johann von Walter errichtet. Die Fassade wird durch Pilaster und Nischen gegliedert und besitzt Fassadentürmchen; berühmt sind die Deckengemälde von Matthäus Günther (Gindter).
Seit 1928 ist das Anwesen im Eigentum des Landes Tirol. Vorübergehend wurde das Schloss als Flüchtlingsunterkunft genutzt. Seit Herbst 2018 wird das Schloss von der Pädagogischen Hochschule Tirol als ein Ausweichquartier während des Umbaus des PH-Hauptgebäudes genutzt. 